# Скирмиади
Скирмиадите са тракийско племе в Югоизточна Тракия.
За първи път е споменато от Херодот във връзка с похода на Дарий I срещу скитите. Името може да се прочете и по различен начин – Kyrmianai.
Населява района над Аполония (днешен Созопол) и северна Странджа . Локализира се в Салмидесос , където по-късно от Ксенофонт населението е наречено мелинофаги.